# Ghiacciaio Rotz
Il ghiacciaio Rotz (in inglese Rotz Glacier) è un ghiacciaio lungo circa 17 km e largo 3,7, situato sulla costa di Fallières, nella parte sud-occidentale della Terra di Graham, in Antartide. Il ghiacciaio, il cui punto più alto si trova 1508 m s.l.m., fluisce verso ovest a partire dal versante occidentale dell'altopiano Wakefield fino ad unire il proprio flusso a quello del ghiacciaio Airy, poco a sud del monte Timostene.

## Storia
Il ghiacciaio Rotz è stato fotografato il 27 novembre 1947 durante una ricognizione aerea effettuata nel corso della Spedizione antartica di ricerca Ronne, 1947—48, e poi esplorato via terra nel dicembre 1958 e nel novembre 1960 da spedizioni del British Antarctic Survey, che all'epoca si chiamava ancora Falkland Islands and Dependencies Survey (FIDS). Il ghiacciaio fu poi battezzato dal Comitato britannico per i toponimi antartici in onore dello scrittore e cartografo francese del sedicesimo secolo Jean Rotz, che elaborò una bussola magnetica e divenne idrografo del re Enrico VIII d'Inghilterra nel 1542.